# (2093) Genichesk
(2093) Genichesk (1971 HX; 1974 CN1; 1975 VG2) ist ein Asteroid des inneren Hauptgürtels, der zur Baptistina-Familie gehört und am 28. April 1971 von Tamara Michailowna Smirnowa am Krim-Observatorium entdeckt wurde.

## Benennung
Der Asteroid wurde nach Henitschesk, der Geburtsstadt der Entdeckerin Tamara Michailowna Smirnowa, benannt.